# 大西洋書院
大西洋書院（英語：Atlantic College），全稱大西洋世界联合学院或大西洋聯合世界書院（United World College of the Atlantic），是一家教授國際文憑大學預科課程的私立學校，位於英國威爾士兰特维特梅杰的圣多拿特城堡。學校創立於1962年，是聯合世界書院首家校区。半世纪以来有相当多的名人子女选择在此就读。

## 著名校友
- 威廉·亞歷山大，荷蘭國王
- 王光亞，港澳辦主任
- 阿斯圖里亞斯女親王萊昂諾爾，西班牙公主，王室第一顺位继承人
- 西班牙的索菲亚王女，西班牙公主，王室第二顺位继承人
- 伊莉莎白公主，比利時王儲

1. ↑  . 常熟世界联合学院. 2019-09-01  [2025-08-13].